# نهر شينانو
نهر شينانو أو شينانو غاوا (باليابانية: 信濃川) هو نهر في

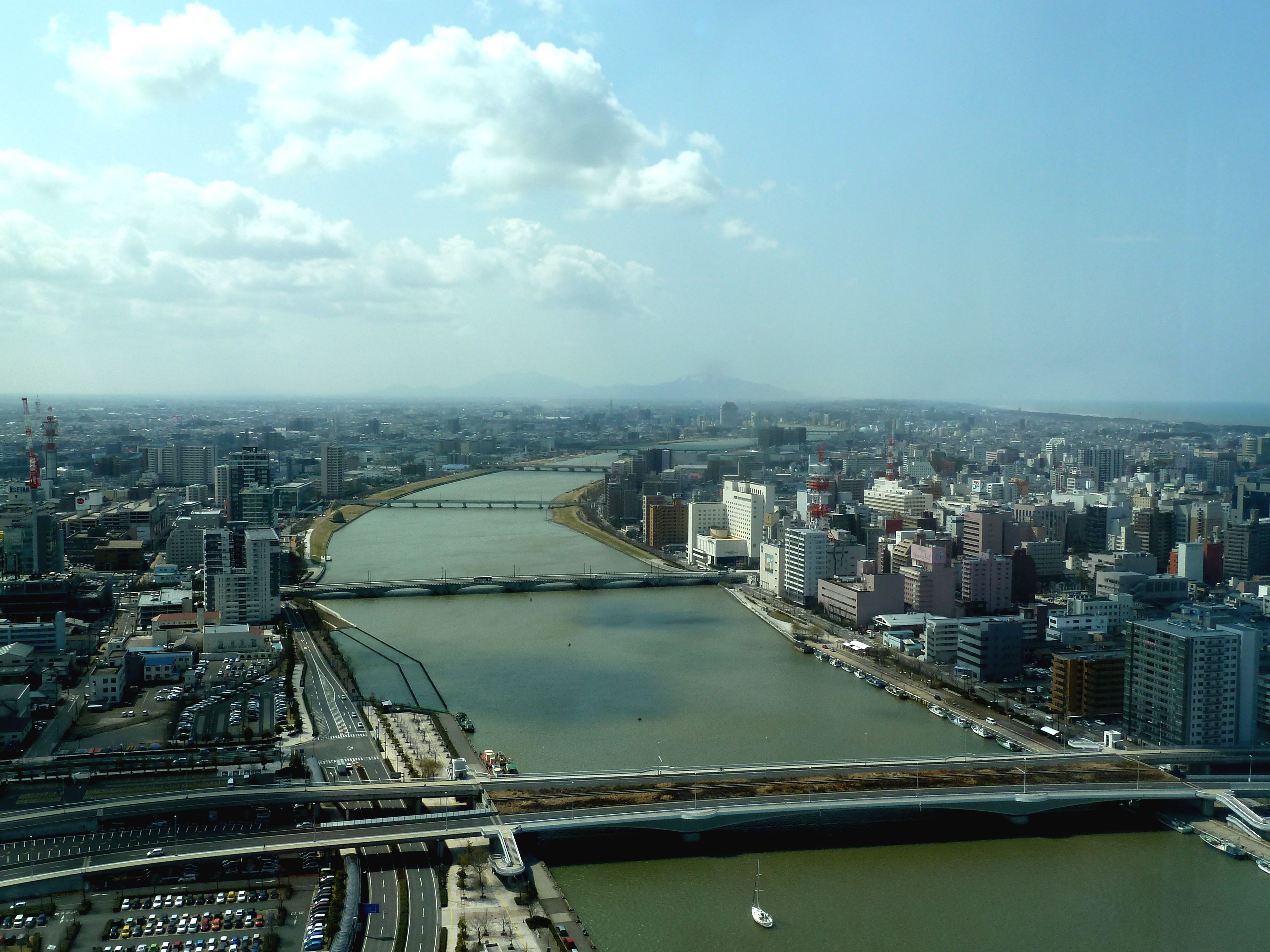
منظر لنهر شينانو

اليابان، يجتاز على مقاطعات ناغانو، ونيئيغاتا، في وسط جزيرة هونشو. ينبغ نهر شينانو من جوانب جبل «كوبوشي-غاتاكه» (مقاطعة ناغانو)، ويسمى «شيكوما»، يصب في الاتجاه الشمالي-الشمالي -شرقي حتى محافظة نيئيغاتا، ليلتحق بنهر «سائي» (أكبر الروافد الـ280 لنهر شينانو)، يطلق على النهر المتشكل شينانو، يواصل سيره حتى يصب في بحر اليابان في مقاطعة نيئيغاتا.
يبلغ طول «شينانو» 367 م ويعد بذلك أطول أنهار اليابان، وعلى غرار كل الأنهار في اليابان، يتفرع في مجراه الداخلي إلى عدة أذرع. لا يمكن استخدام النهر للملاحة البحرية إلا عندما يقترب من مصبه في البحر، تستعمل مياهه للشرب والصناعات. يفيض النهر في سهول نيئيغاتا، وتعتبر هذه الأخيرة من أخضب السهول في اليابان، وتتخذ لزراعة الأرز. حتى عام 1924 م، كانت الفيضانات الناتجة عن ذوبان دلتا النهر في نيئيغتا في فصل الربيع تتسبب في خسائر كبير. تم بناء قنال جديد يقوم بصب كل مياه النهر في البحر، من بين أهم المدن الواقعة على ضفافا نهر شينانو، أوئيدا، ناغا-أوكا ونيئيغاتا.